# Lonicera demissa
Lonicera demissa är en kaprifolväxtart som beskrevs av Alfred Rehder. Lonicera demissa ingår i släktet tryar, och familjen kaprifolväxter. Utöver nominatformen finns också underarten L. d. borealis.